# Club Empresa Minera Huanuni
El Club Empresa Minera Huanuni, conocido simplemente como Huanuni, es un club de fútbol boliviano con sede en la ciudad de Huanuni, Departamento de Oruro. Fue fundado bajo el nombre de «Club 31 de Octubre» y refundado en 2012, asumiendo su nombre actual. Actualmente participa en la Asociación de Fútbol Oruro.
Anteriormente fue conocido como el Club 31 de Octubre que compitió en previas competencias departamentales e interdepartementales de la Copa Simón Bolívar, siendo la más destacada, la edición 2010. 
Tuvo la característica que en dicha época fue apuntado como presidente de la institución el señor Pedro Montes, quien por aquel entonces ocupaba el cargo de Secretario Ejecutivo de la Central Obrera Boliviana, la organización sindical más grande de Bolivia.
El Club perdería su personería jurídica poco después, renovándola a inicios de 2012 con un nuevo nombre, que es el cual llevan en la actualidad. Renovarían personal ejecutivo, y modificarían levemente su indumentaria deportiva, conservando los colores azul y amarillo, de la institución.
En sus palmarés cuenta con 5 títulos de la AFO, y 3 subcampeonatos, dónde obtuvo un tricampeonato entre 2017 y 2019.

## Historia
El club es conocido por nacer de la iniciativa de los trabajadores de la Empresa Minera Huanuni, una empresa propiedad de la Corporación Minera de Bolivia (COMIBOL), y una de las empresas mineras más grandes de Bolivia.

### Temporada 2012
En el 2012 en calidad de subcampeón de la AFO participaría en la Copa Bolivia y más adelante se proclamó campeón de la Asociación de Fútbol de Oruro, derrotando en la final a Oruro Royal en la definición de tiros penales.

### Temporada 2015
Para la temporada 2015 el club participó en la Copa Simón Bolívar donde llegó hasta las semifinales y estuvo muy cerca del ascenso siendo eliminado en las semifinales ante Guabirá en los penales 4 a 5.

### Tricampeonato de la AFO (2017-2019)
El club obtuvo el Tricampeonato 2017-18-19 bajó la conducción técnica del director técnico Domíngo Sánchez.

## Símbolos

### Escudo
El escudo del club está representado por los colores azul y amarillo; un balón de fútbol que simboliza la actividad principal del club y un minero que representa el origen minero del club.

### Colores
Los colores representativos del club son el azul y el amarillo.

## Uniforme
- Uniforme titular: Camiseta azul con una franja amarilla en el pecho, pantalón azul y medias amarillas.
- Uniforme alternativo: Camiseta, pantalón y medias amarillas.

| Titular | Visitante |

## Instalaciones

Vista aérea del Estadio Jesús Bermúdez

Empresa Minera Huanuni disputa sus encuentros en condición de local en el Estadio Manuel Flores. Está ubicado en Huanuni, Bolivia, a 3970 m s. n. m. A diferencia de la mayoría de los estadios de Bolivia el escenario dispone de una pista atlética de tierra. Posee una capacidad total para 10 000 espectadores.
El Jesús Bermúdez está ubicado en la zona Norte de la ciudad de Oruro, a una altitud de 3735 metros sobre el nivel del mar que hace de él uno de los estadios más altos del mundo, y el tercero más grande de Bolivia. Tiene un aforo para más de 32 000 espectadores. Lleva ese nombre el honor al jugador Jesús Bermúdez, que jugó en el club.

## Datos del club
- Temporadas en Primera División: 1. (1975).
- Participaciones en Copa Simón Bolívar: 8. (2010, 2013-14, 2015-16, 2018, 2019 2020, 2021, 2023).
- Participaciones en Copa Bolivia: 2 (2012 y 2014).

## Entrenadores

### Cronología
Los entrenadores interinos aparecen en cursiva.
- Ramiro Vargas (2010)
- Donato Morochi (2010)
- Williams Martínez (2011)
- Domingo Sánchez (2011)
- Félix Berdeja (2012)
- Domingo Sánchez (2013)
- Vladimir Chumacero (2013)
- Arnaldo Mansilla (2014)
- Adalberto Sandy (2016)
- Claudio Marrupe (2016)
- Domingo Sánchez (2018)
- Rubén Martínez (2018)
- Domingo Sánchez (2019-2020)
- Denys Heredia (2023)
- Laurent Herbas (2024-)

## Palmarés

### Torneos regionales (7)
| Competición regional    | Títulos                                        | Subcampeonatos                |
| ----------------------- | ---------------------------------------------- | ----------------------------- |
| Primera "A" (AFO) (7/4) | 2010, 2012/13, 2014/15, 2017, 2018, 2019, 2023 | 2011, 2011/12, 2013/14, 2021. |
| Primera "B" (AFO) (1)   | 2024                                           |                               |